# ウィリアム・フィップス
サー・ウィリアム・フィップス（Sir William PhipsまたはPhipps、1650年/1651年2月2日 - 1694年/1695年2月18日）は、造船工、船長、トレジャーハンター、民兵隊指揮官。マサチューセッツ湾直轄植民地の初代総督を務めた。
低い身分の生まれで、教育もあまり受けていなかったフィップスはボストンで造船工となり、西インド諸島への財宝探しの旅に何度か出かけていた。航海中に沈没したスペインのガレオン船から、偶然膨大な宝物を引き揚げたため、イングランド本国でその名をとどろかせ、この偉業でにわかに資産家となり、ナイト爵を授与された。また軍人としても名を上げ、ウィリアム王戦争中の1690年に遠征軍を率いたポートロワイヤル攻略で成功を収め、ケベックへの侵攻をも目論んだが、これは惨憺たるものだった。
粗野であか抜けない振る舞いにもかかわらず、イングランド本国と当時のマサチューセッツに多大な影響力をふるったインクリース・マザー一族との人脈により、フィップスはマサチューセッツの総督の位置をかち取った。しかし政治的には素人であり、他の役人との激しい口論を始めとする論争に陥り、多岐にわたる告訴への答弁のためイングランドに召喚されたが、審問されるその前にロンドンで死去した。

## 生涯

### 初期の人生

#### 造船工として

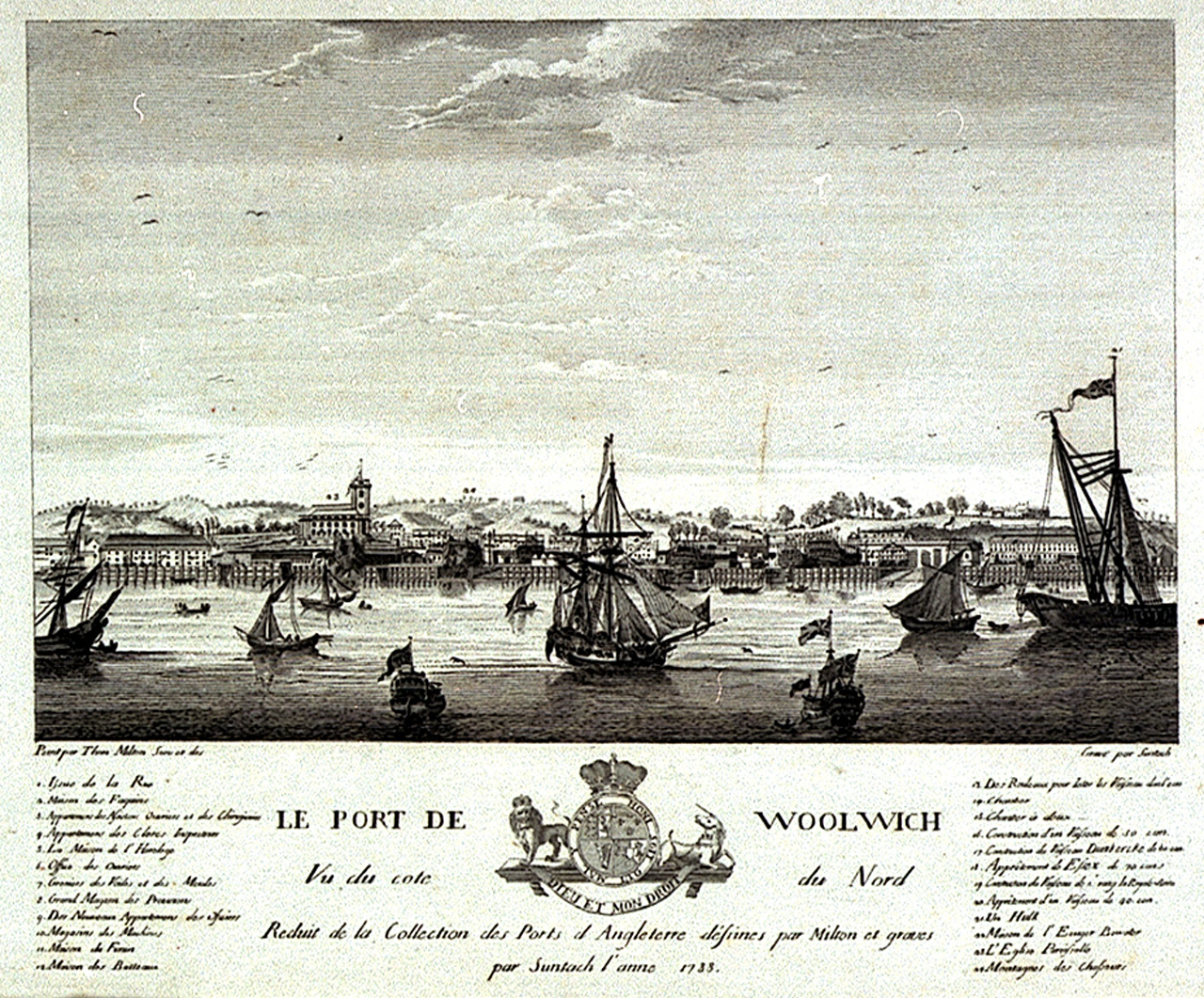
1733年当時のウーリッジ港の銅版画

ジェームズ、メアリーのフィップス夫妻の息子として、ケネベック川河口のネカセット（現在のメイン州ウーリッジ）の開拓者集落に生まれた。6歳の時に父を亡くし、母メアリーは近所の開拓者仲間であるジョン・ホワイトと再婚した。コットン・マザーが自伝の中で、フィップスは彼の26人の子供のうちの一人と主張しているが、これはどうやら誇張のようである。母メアリーはジェームズとの間に6人、ジョン・ホワイトとの間に8人の子供をもうけたが、他にも夭折した子供たちがいたようである。父ジェームズの祖先はノッティンガムシャーのジェントリで、フィップス自身はアイルランドの大法官サー・コンスタンティン・ヘンリー・フィップスのいとこにあたる。マザーによれば、フィップスは18歳までは羊飼いの仕事をしており。その後4年の造船工の年季奉公に出た 。彼は読み書きは習っていたが、正規の学校教育を受けていなかった 。このため日常会話や文章が洗練されておらず、富と名誉を手に入れてからは、自らの秘書にしばしば援助を仰いでいた。
1673年に造船工の奉公が終わったフィップスはボストンに行って、造船と大工の仕事を続けた 。その1年後、ジョン・ハル（マサチューセッツのミントマスターのジョン・ハルとは別人）の未亡人メアリ・スペンサー・ハルと結婚した。メアリーの父親ダニエル・スペンサーは、商人であり、メインに利権付きの土地を持っていた。フィップスはかなり若いころからメアリーを知っていたと思われる。2人は、誰の目にも互いに幸福そうであったと言われ、フィップスもまた、長い間家を留守にしている間に、浮気をはたらいたという話は伝わっていない。
1675年、フィップスは、メインのメリーミーティング湾のシープスコット川に面した造船所を作った。この造船所の経営はうまく行き、多くの小型船を作っていた。しかし、さらに大きなことを思いついたフィップスは、1676年に大型商船を作った。1676年8月の処女航海に備えて、木材を積み込む準備をしていたところへ、インディアンの一団がこの造船所を襲った。フィップスは、この船に、貨物の木材よりも地元の人々をできるだけ多く乗せて、インディアンから逃がした。経済的に破綻はしたが（インディアンたちは造船所も木材も使い物にならなくした）、彼はボストンで英雄視された。
その後フィップスは、彼の腕を知る投資家たちに援助を受けて、ボストンで造船所を始めた。彼の母親と継父はメインに戻って入植地を建て直し、継父の死まで両親はそこに住んだ。その後母メアリはボストンに戻り、フィップスが生活の面倒を見た。

#### 財宝探検と二度目の航海
1682年、フィップスは財宝探しを始め、レソリューション号の船長として、沈没したスペイン船の財宝を探すべくバハマに旅立った。一部の文献では、初期の財宝探しは失敗に終わったと述べられているが、この財宝さがしが利益をもたらしたことは明らかで、フィップスは参加した者たちと54ポンドを分け合い、イギリス本国の植民地代表部にいたエドワード・ランドルフは、1683年に、フィップスの「最近の大きな収益」について書いている。

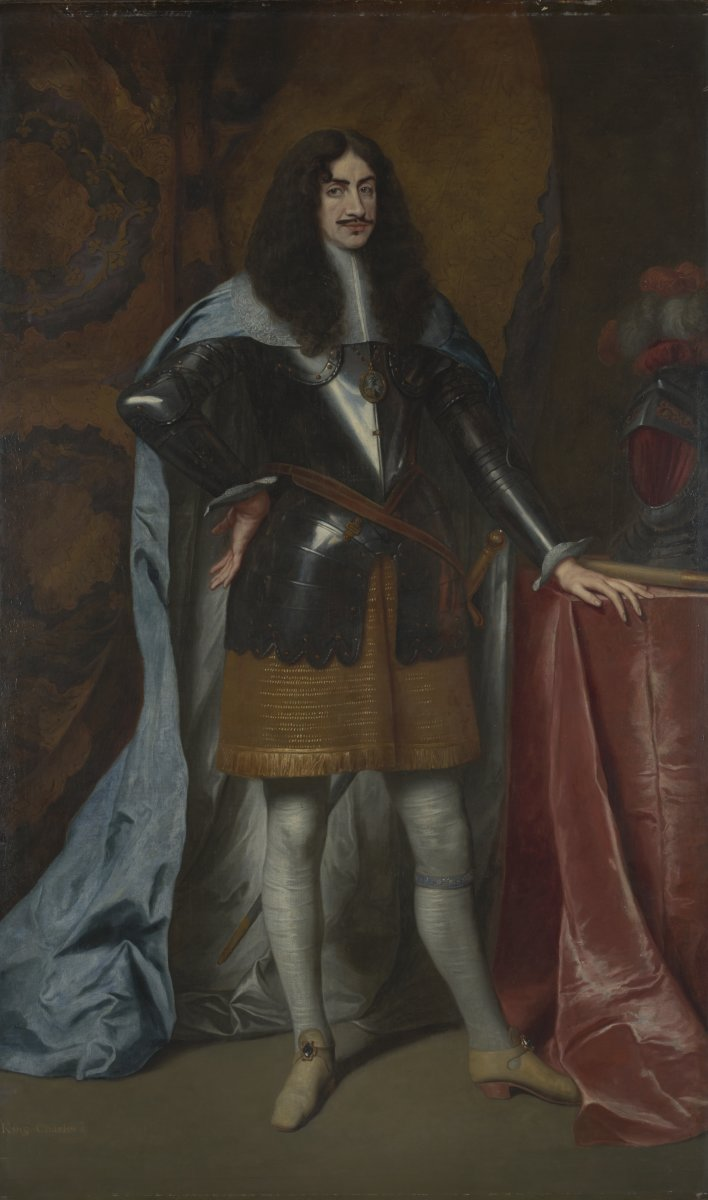
イングランド国王チャールズ2世

最初の宝探しの成功により、フィップスはイングランドに渡って、さらなる宝探しを援助してくれるスポンサーを探すことにした。そこで彼は血縁関係のおかげで、イングランド海軍海軍委員会の委員で少将でもあるサー・ジョン・ナルバラに紹介された。ナルバラは国王チャールズ2世の側近で、彼と関係を持つことによりフィップスの野望は実を結んだ。1683年6月、海軍本部は20門フリゲート艦「ローズ・オブ・アルジェ」を調達して、フィップスに宝探しのために貸与することで合意した。チャールズ2世は、国王への10パーセントの配当に加えて25パーセントの配当を得、2人の代表部の職員、チャールズ・サーモンとジョン・ネップにも配当を与え、この船が財宝探し目的のものであることを保証した。
1683年9月、フィップスはロンドンを発ってそれから2年を宝探しに費やした。出だしは順調とは行かず、フィップスは物資がたった一月分しかなかったため、リムリックに向かって物資を補充することに決めた。彼とネップは早くから気が合わなかった。ネップは、通常の海軍の船のように乗組員を訓練しようとしたが、フィップスは多少の規則違反にはゆるかった 。フィップスは10月にボストンに着いて、そこでさらに機材と物資、そして経験を積んだ潜水夫を探そうとした。偶然にも時を同じくして、2隻目の、ウィリアム・ウォーレンの「グッド・インテント」が、フィップスが目指しているカリブ海のとある地域に出かける準備をしていた。ウォーレンの航海を阻止するべく、マサチューセッツ当局を説得するも失敗に終わり、フィップスはウォーレンの誘いに乗った。潜水夫と物資の見返りとして、ウォーレンと仲間たちは、フィップスの収益の分け前をもらったと思われる。
フィップスは1683年ボストンを出航した。最初にあまり財宝発見の確率が高くないジャマイカ沖を捜し、引き上げられた難破船から200ポンド相当の財宝を見つけた。これに乗組員の何人かが反抗したため、フィップスは彼らをジャマイカに待たせ、新たに先導役を集めて、より可能性のある場所へと向かった。先導役について、フィップスはヒスパニオラ沖を捜したが、あまり大したことはなかった。結局1685年にロンドンに戻ったが、会計の上ではこの航海は損失だった。それぞれの分け前は小さく、王室は船の調達に700ポンドを使い、受け取ったのは471ポンドだった。帰りの航海はバミューダで足止めを食らって混乱したものの、フィップスは、ヘンリー・ビッシュをここからイングランドまで護送するのに同意した。ビッシュはバミューダ総督リチャード・コーニーの政敵で、コーニーに逮捕された人物だった。イングランドに着いた時、ビッシュはフィップスを逮捕させた（意に反してイングランドまで護送したということだった）が、チャールズ2世のとりなしで釈放に至った。

#### 大いなる財宝
フィップスは次の航海は海軍本部が資金を提供してくれるものと期待していたが、チャールズ2世の崩御により即位した弟のジェームズ2世はそれを拒否した。ナルバラはフィップスとアルベマール公クリストファー・マンクを引き合わせた。アルベマールはジェームズ2世から特許状を得ており、フィップスに難破船捜索の権限を与えた。アルベマールはまた、フィップスの3度目の航海への資金提供者を募り、2隻の船を用意した。22門の200トンフリゲート艦「ジェームズアンドメアリー」と45トンのスループ船「ヘンリー・オブ・ロンドン」で、指揮官はフランシス・ロジャースだった。このロジャースは、前回の航海では二等航海士を務めていた。

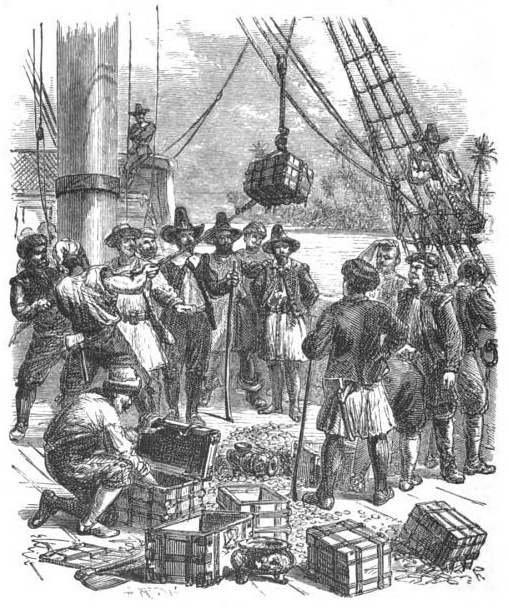
難破船から財宝を引き揚げるフィップス

1686年9月、フィップスはロンドンを発って、11月にヒスパニオラ沖に到着した。天候が悪く、その結果、翌1687年の1月まで財宝探しには取りかかれなかった。フィップスは小さい方の「ヘンリー・オブ・ロンドン」をヒスパニオラの北東の岸と岩礁の偵察にやり、2月の始め、この船は大きな掘り出し物の証拠を持って戻って来た。発見したのは「ヌエストラ・セニョーラ・デ・ラ・コンセプション」で、スペイン人にはアンブロシアバンクスとして知られるこの地域（現在のシルバーバンク）で、1641年に難破していた。その時から4月まで潜水夫と乗組員が財宝のすべてを引き上げる仕事をした。財宝は金と銀の延べ棒に金貨と銀貨、宝石、そして工芸品だった。この財宝をめぐって暴動が起きることを考えたフィップスは、船乗りのと同じ給料で雇われている乗組員に、自分の利益から給料を払う場合は、配当も与えると請け合った。フィップスは細心の注意を払い、グレーヴサンドの港に着くまではどの港にも立ち寄らず、到着してからロンドンへの使いにこの知らせを持たせた。
フィップスは、難破船から30万ポンドの価値の財宝を取り戻したと報告書に記載した。しかし、現在の査定では21万ポンドそこそこの価値である。この総額が、冒険事業の25パーセントの配当を受けているアルベマールに伝えられた。フィップスは乗組員に8,000ポンドの報酬を払い、1万1千ポンドを得た。ロンドンでは英雄扱いされ、財宝の話はあちこちに広まった。フィップスの財宝は歴史を著しく変えた。それというのも、このために合資会社の形を取る企業が大いに増加し、イングランド銀行の行きつく形に大きな役割を果たしたからだが、一部の経済学者はこのことで論争を続けている。
フィップスと乗組員は投資家からメダルを授与され、フィップスは6月にジェームズ2世からナイトに叙任された。ジェームズ2世はまた、フィップスにニューイングランド王領で、総督エドマンド・アンドロスの下の官職である憲兵隊長に任命した。1687年の9月、フィップスは、冒険の指示を出していないにもかかわらず、難破船の場所に戻った。将官であるナルバラは、この事業の株を買っており、安全のために海軍のフリゲート艦を提供したジェームズ2世からの支援を受け、彼自らがこの航海を率いた。この財宝さがしは失敗した。他の船が難破船を見つけており、20隻のもっと小さな船の一団から追い散らされた。1688年5月のナルバラの死去に先立って、1万ポンド相当の宝が見つかっただけで、それで航海は終わった。フィップスは5月の始めにその場を離れており、憲兵隊長（provost marshal general）の職に着くためボストンへと向かっていた。

### 軍事遠征

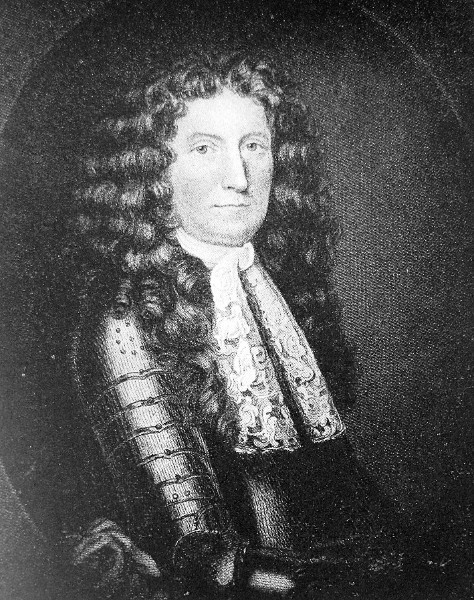
ニューイングランド総督サー・エドマンド・アンドロス

フィップスは憲兵隊長の職には向かなかった。彼は行政や法曹職の経験がなく、アンドロスの行政府とも他のボストンの政治家とも大したつながりはなかった 。アンドロスの評議会は、フィップスが到着して、執行官が宣誓を受けた時には、既に憲兵隊長の役をも請け負っていた 。アンドロスは辺境のインディアンの問題と、ドミニオンにニューヨークとジャージーを併合する問題とが差し迫っていたのとで忙しく、6月の始めにフィップスが到着しても、最初のうちは会おうとしなかった。6月はじめに、アンドロスがフィップスを実質憲兵隊長であると宣誓してからも、評議会はフィップスの要求をはねつけ、前もって指名されていた執行官たちの罷免を求めた。自分への扱いと立場のあやふやさに腹を立てたフィップスは、7月の半ばにロンドンへ旅立った。ボストンでの比較的短い滞在の間に、フィップスはノースチャーチでのコトン・マザーの礼拝に出席し、大きな影響力を持つ聖職者のマザーと、親しい関係を築いた。

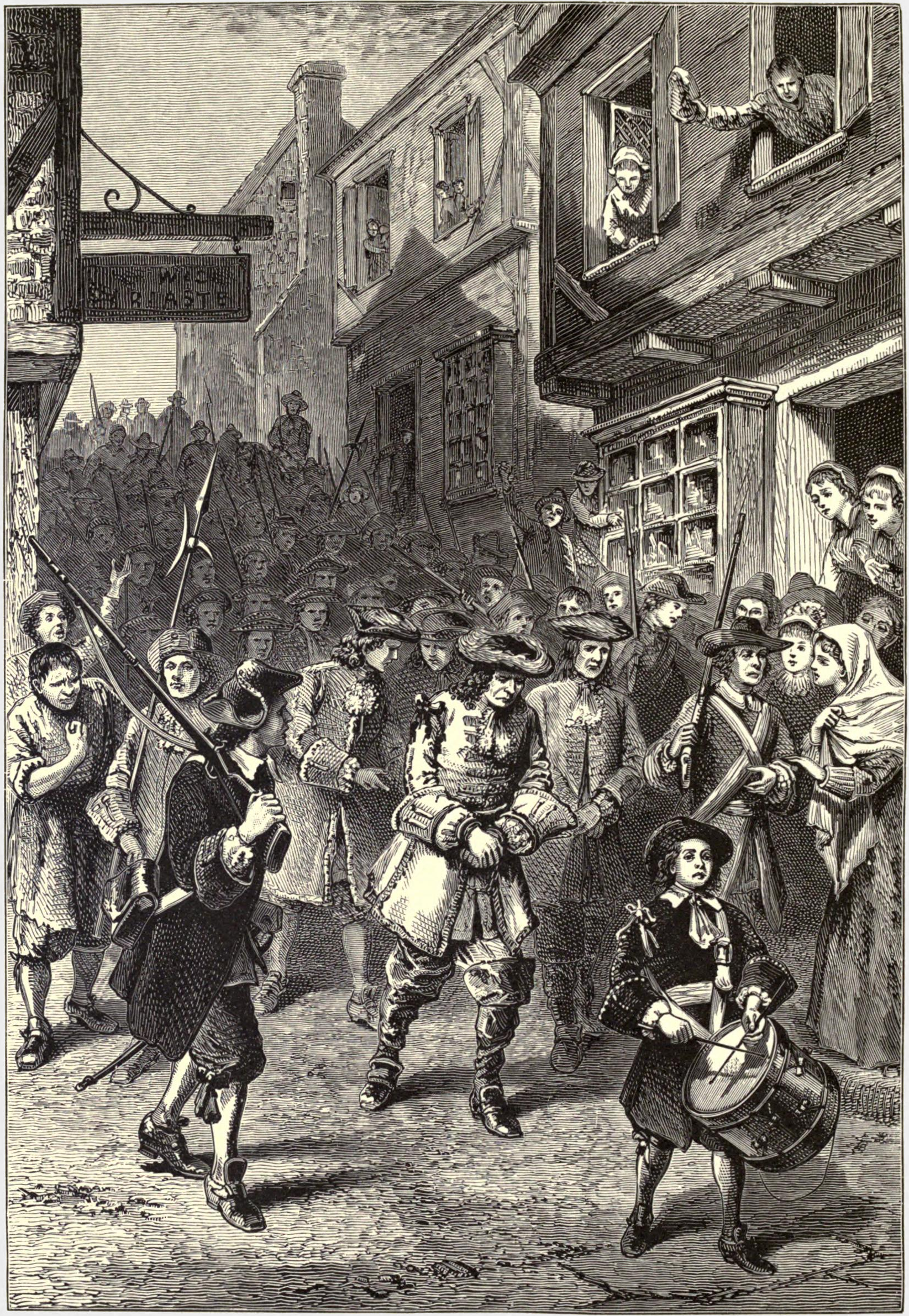
アンドロス総督の逮捕

ロンドンに着いたフィップスは、彼の大事な支援者であるナルバラが死去したことと、アルベマールが死の床にあることを知った。アルベマールは当時ジャマイカの総督だったが、病気であるという噂が流れており、実際に亡くなったのは1687年の10月であった。フィップスは、ロンドンにいたコットン・マザーの父インクリースと連絡を取った。インクリーズはアンドロスの支配を終わらせ、かつてのマサチューセッツの勅許を取り戻すべく、ロンドンで活動していた。それぞれのアンドロスへの敵意が原動力となり、フィップスとインクリース・マザーはアンドロスを失脚させるべく共に活動した。1688年末の名誉革命後、カトリックのジェームズ2世に代わってプロテスタントのウィリアム3世とメアリー2世が即位し、フィップスとインクリーズは、新しい2人の君主にマサチューセッツへの勅許を請願した。また、商務院を説得して、アンドロスの更新の委任状の発送を遅らせることに成功した。フィップスは、両国王の声名を携えて1689年5月にボストンに戻り、同年のボストン暴動でアンドロスが逮捕されたことを知った。フィップスはしばらくの間、暴動で逮捕された高名な囚人の監視役を務めた。エドワード・ランドルフは、フィップスが、監禁されていることを理由に自分の手紙を開封したことに対して訴訟を起こした。

#### ポートロワイヤル攻略
イングランド国内の混乱とウィリアム3世の即位により、フランスはイングランドに宣戦布告をした。ヌーベルフランス総督のジャック＝ルネ・ド・ブリゼ・ド・デノンヴィユはニューイングランドとニューヨークの混乱につけこんで、1689年から1690年のはじめにかけて、一連のインディアンの奇襲を北方の国境を横切って仕掛けた。マサチューセッツ植民地の政府はアンドロスを逮捕した後、この奇襲に備えて兵を召集し、そして1690年の3月、フィップスは一般裁判所に任命されてアカディアのフランス人相手の遠征を指揮した。7隻の艦から成る艦隊に700人を超える兵を載せ、4月の末にボストンを発ち、6月の始めにアカディアの首都ポートロワイヤルに到着した。既に5月9日に、フィップスは総督のルイ＝アレクサンドル・デ・フリーシュ・ド・メネヴァルに降伏を勧告していた。総督メネヴァルは荒れ果てた砦に駐屯する70人の兵の指揮官で、降伏条件を手早く進めた。
翌日フィップスが岸に出てみると、アカディア人たちが財宝を移動させていた。そのうちの一部は政府のもので、それゆえに勝利軍のものとなるはずだった。フィップスは、今もなお歴史家の議論の的となっているが、この移動は降伏条件をふみにじったとし、ゆえに合意は無効と宣言した。そして自らの軍に、町での略奪と教会の破壊を許し、口頭での合意では禁じたはずの掟を破った。また砦を壊し、武器をすべて砦から運び出した。アカディアを発つ前に、フィップスは、イングランド国王への忠誠を誓うように多くのアカディア人を説き伏せ、住民による議会で町の行政を行うように約束させ、しかる後に、メネヴァルと駐屯隊を捕囚して船に乗せ、ボストンへ戻った。ボストンではフィップスは英雄として歓迎され、惜しみない賛辞が与えられたが、一部では批判され、フランスやアカディアの歴史においては中傷された。それはアカディアでの略奪行為を行ったためだった。メネヴァルは、フィップスが奪った財宝（銀器とその他小物）を返還するように願ったが、返還はなされなかった。

#### ケベック遠征

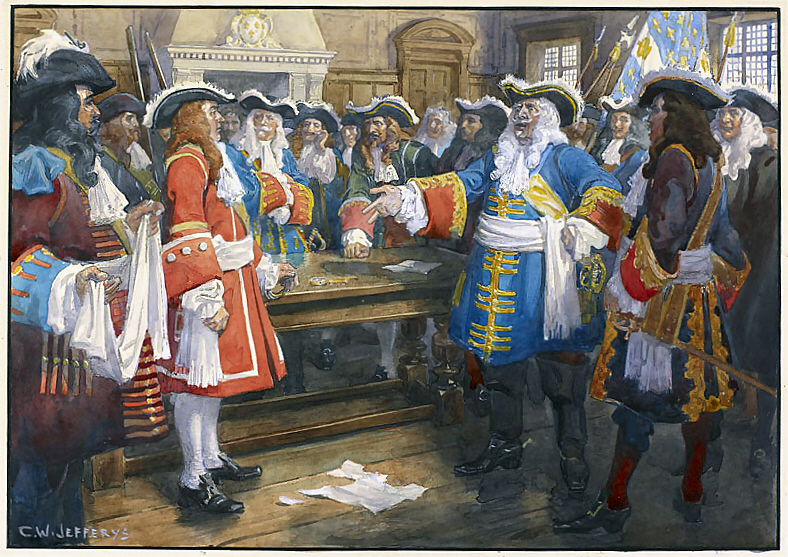
ニューイングランドの使節とフロンテナック総督

このポートロワイヤルでの成功に倣って、マサチューセッツ植民地政府は、ヌーベルフランスの首都ケベックに、大規模の遠征軍を組織して派遣することに合意し、その指揮官にはフィップスが任命された。本来は、これと同時に、オールバニから陸路モントリオールへ攻撃を仕掛けることも意図されていたのだが、イングランドから届くであろう軍用物資が届かず徒労に終わり、遠征軍の出発も遅れてしまった。この遠征軍は34隻の艦隊と2000人以上の兵士から成るもので、最終的にボストンを発ったのは8月20日だった。この軍には弾薬が不足しており、セントローレンス川に詳しい水先案内人がおらず、そして、結局のところ、物資が不十分であったことが判明した。
向かい風と、セントローレンス川航行の難しさから、遠征軍のケベック到着には8週間を要した。到着が遅れたこと（セントローレンス川には冬の面影が漂い始めていた）と長旅とで、長時間を要する包囲戦は不可能であった。フィップスはシタデルに手紙を送り、降伏を要求した。総督ルイ・ド・ボード・ド・フロンテナックは、これに対し、自分の唯一の答えは、自らの軍の大砲の口から発せられると明言した  。そこでフィップスは作戦会議を開き、陸戦と海からの砲撃の合同作戦でケベックを狙うことにしたが、いずれも失敗した。陸軍は、少佐のジョン・ウォレイが、防備の固いサンシャルル川を横切ることができず、海軍の方は、ニューイングランド軍の大砲では、ケベックの高い城塞を弾が越えられなかった。あまつさえ、弾薬がすぐに底をついてしまった。この戦闘の被害は、フィップスによれば、30人の死傷者及び捕囚者が出て、野砲が1台駄目になった程度だったが、病気と災害によるかなりの数の死傷者が出た。天然痘が軍にかなりの勢いで蔓延し、2隻の輸送船が事故で沈没した。この両方で200人が犠牲になった。
この遠征でマサチューセッツ植民地の出費は5万ポンドにも上り、このため紙幣が発行されることになった。イングランドの植民地に於いては初めてのことだった。遠征に参加した多くの兵士と、遠征に出費した債権者は紙幣による支払いを好まなかった。そしてフィップスは、市場価値の落ちた用紙を硬貨で購入したため、紙幣を発行する過程で経済的損失を引き起こすことになった 。1691年、次の遠征の経済的かつ政治的な支援を求め、フィップスはまたイングランドに渡った。

### マサチューセッツ湾直轄植民地総督

#### 魔女裁判への対処

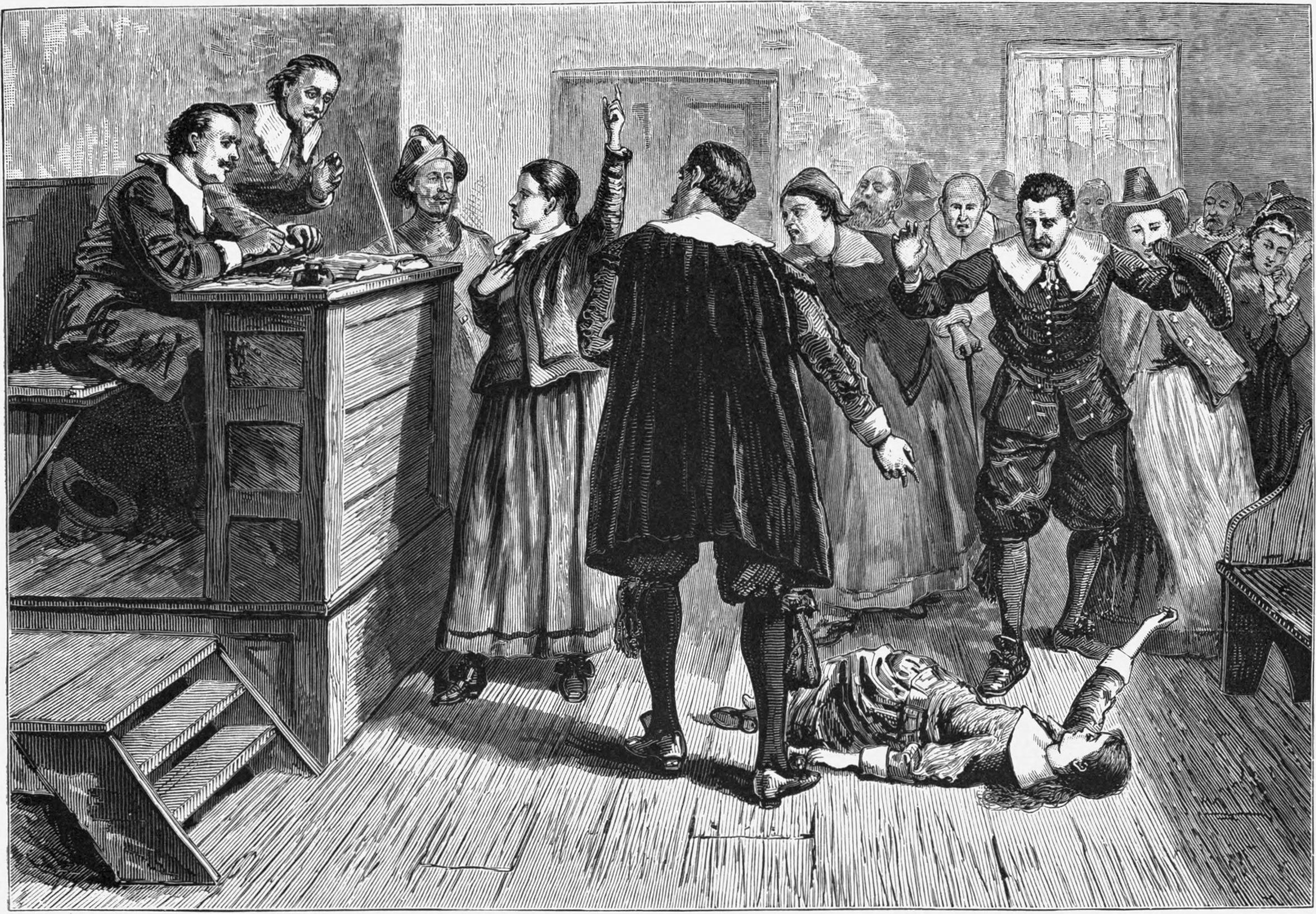
セイラム魔女裁判

フィップスは、ヌーベルフランスへの次の遠征の支援は受けられなかったが、その代わりに、インクリース・マザーや植民地代表部と行動をともにし、マサチューセッツへの新しい勅許を入手するための努力をした。マザーの数多い勅許の要請は拒否されたが、ウィリアム3世・メアリー2世は、マザーに次のマサチューセッツ総督の候補を選ばせることでマザーを懐柔した。マザーの提言により、両君主は新たに発せられた勅許状の下での新生マサチューセッツ湾直轄植民地の総督にフィップスを任命した。この勅許によれば、マサチューセッツ湾植民地はかなり広くなっており、かつてのマサチューセッツ湾植民地のみならず、プリマス植民地やケープコッドの南の島々、マーサズ・ヴィニヤードやナンタケット、現在のメイン州にカナダのニューブランズウィック州、ノバスコシア州までもが組み込まれていた。
1692年の5月14日にボストンに戻った時、フィップスは、マサチューセッツ湾直轄植民地が魔女裁判の興奮で手がつけられなくなっているのに気づいた。この年の2月に、125人以上の人々が魔女狩りで逮捕され、新政府の発足もまだなされないまま、牢につながれていた。5月27日、フィップスは、このたまりにたまった懸案を公聴するため、特別に刑事犯採決の場を設け、副総督のウィリアム・ストートンを主審判事に任命した 。この悪名高き裁判は幻覚による証拠を認め、法律顧問へ告訴するのを認めず、このような証拠により多くの人々が有罪の判決を受けた。
1692年の9月に裁判は終わったが、フィップスの妻を始め、かなり明確な態度を示す人々への非難を含む告発と逮捕が続いた。フィップスは最終的に、裁判を中断して審理に終止符を打ち、1693年の5月に魔女と思われて逮捕された人々約150名を釈放した。

#### 軍事・行政政策

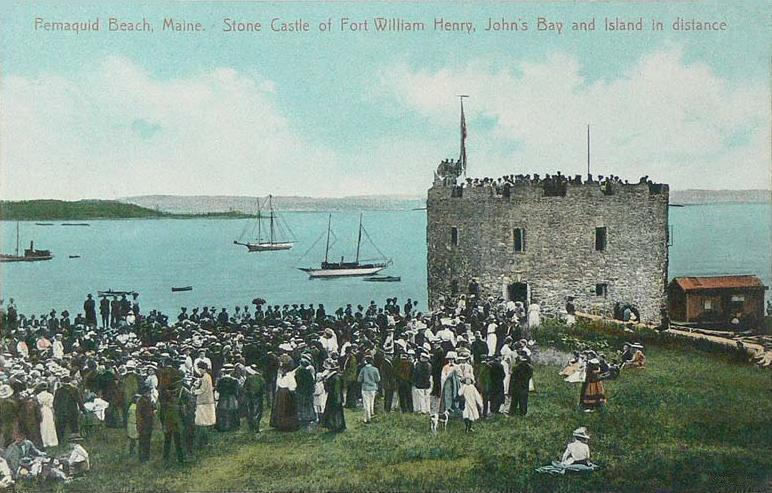
再建されたウィリアム・ヘンリー砦の絵葉書（1909年）

1690年の遠征の後、フランスとインディアンは奇襲を再開し、そのためフィップスはマサチューセッツ湾植民地の防御の強化に努めた。1692年、イングランド本国からの命令に従って、フィップスは石造りの砦の建設を監督した。この砦はウィリアム・ヘンリー砦と名付けられた。この砦が建てられたのは、かつてのペマキドの包囲戦の際に、木造の砦が建てられていたペマキド（現メイン州ブリストル）だった。この砦に使われた経費に対し、植民地内では批判が高まった。フィップスは、隣接する植民地と協調して防御強化を目論んだが、この計画は彼の人格や気質が荒っぽさによって困難をきたし、台無しになった。隣接植民地との関係が改善されたのは、彼が失脚してからだった。
フィップスはまた、メインでのインディアンとの戦いに備えて、450人部隊を派遣し、ベンジャミン・チャーチに指揮を執らせた 。1693年8月、フィップスはアベナキ族との、さして重要とも言えない平和合意に達したが、結局はフランスの陰謀によって覆され、インディアンたちに再び武器を取らせることとなって、長続きさせるには至らなかった。
フィップスの行政の特色は派閥主義であり、人脈の欠如が地元の政治家の批判を生んだ 。さらに、ロンドンに駐在していた、マサチューセッツ生まれにして、かつてのドミニオンの行政官であったジョセフ・ダドリーが、フィップスに代わって総督の地位に着くことを企んでいた。フィップスは友人や、政敵や、政府の役人と頻繁に口論をした。彼の伝記の作者たちはこの行為を「たけり狂う攻撃性」と書き、同時代の人間達は彼の「教育水準の低さ」に不満を漏らした。

#### 本国召還、死去
フィップスの粗野な振る舞いは敵意を募らせ、隣接植民地の総督とは軍事がらみで口論し、ロードアイランドとは州境の問題を悪化させた。他の植民地政府の役人と2度取っ組み合いのけんかをしたことなどはダドリーと他の政敵により商務院に強調して報告され、航海条例を反故にしたこと（当時は総督であり、当然施行すると思われていた）で告訴され、政敵達には「違法的で利己的な商業行為」といわれた。政敵への攻撃を含めたフィップスの自己正当化は、政敵たちと仲の良い植民地執政官ウィリアム・ブラスワイトは、インクリース・マザー同様に彼を支持したが、フィップスへの批判を克服させるには十分ではなかった。

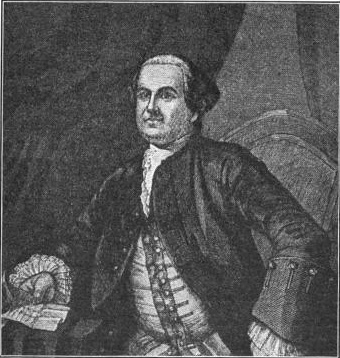
晩年のフィップス

1694年7月4日、フィップスは、本国の商務院に出頭するようにとの正式な召喚命令を受けた。その年の夏、彼はヌーベルフランスとの境界であるペマキッドで防御の監督をしており、一方で副総督のストウトンが審問の証拠を集める作業の監督をしていた。11月17日、フィップスはイングランドに向けて出発し、1694年（1695年）1月1日にロンドンに着いたが、着くや否や大げさな罪を着せられて逮捕された。この罪状はダドリーが課したもので、関税金を保留するための策略だった。
ダドリーは2万ポンドの保釈金でフィップスが帰国できないことを望んでいたが、サー・ヘンリー・アシャーストにより釈放された。しかしフィップスは弁護の準備をしている時に発熱して体調を崩し、1694年（1695年）2月18日、審問が行われる前に死亡した。遺体は聖メアリー・ウールノス教会の中庭に埋葬された。当初は墓碑があったが、18世紀の修復のさなかに取り外され、棺も違う場所に移された可能性がある。

## 家族と遺産
フィップスと妻のメアリーの間には子供はおらず、メアリーの姉妹のレベッカの息子、スペンサーを養子にした。スペンサーは1716年、正式にフィップスの名を継いだ。スペンサーは後にマサチューセッツの副総督となり、任期中のうちの2期は代理総督を務めた。
メイン州のフィップスバーグは、彼の栄誉をたたえて名づけられたものである。